# Boryeong
Boryeong (hangul 보령시, hanja 保寧市) är en stad i provinsen Södra Chungcheong i Sydkorea. Invånarantalet var 103 088 i slutet av 2020, varav 61 488 invånare bodde i själva centralorten. 
Administrativt delas centralorten in i fem stadsdelar (dong):
Daecheon 1-dong,
Daecheon 2-dong,
Daecheon 3-dong,
Daecheon 4-dong och
Daecheon 5-dong.
Ytterområdena består av en köping (eup) och tio socknar (myeon):
Cheonbuk-myeon,
Cheongna-myeon,
Cheongso-myeon,
Jugyo-myeon,
Jupo-myeon,
Jusan-myeon,
Misan-myeon,
Nampo-myeon,
Ocheon-myeon,
Seongju-myeon och
Ungcheon-eup.